# Viên đạn điện tử - thông tin
Các viên đạn điện tử - thông tin (hay viên đạn bọc đường) là một khái niệm mới trong lĩnh vực Tác chiến điện tử (TCĐT), dùng để chỉ các bản tin dưới nhiều dạng khác nhau (văn bản, âm thanh, hình ảnh, video, clip, đường link, dữ liệu,...) trên internet (các Website, Blog) do các lực lượng thù địch (hacker, blogger) tung lên mạng. Về mặt bản chất vật lý, các viên đạn điện tử - thông tin là năng lượng điện từ đã được số hóa dưới dạng là các gói tin (packets); được hình thành, truyền đi (với tốc độ ánh sáng) và lưu trữ trên nhiều máy tính (địa chỉ IP) trên mạng Internet; Với các bản tin dưới dạng là các: "câu truy vấn", "đường link", "virút máy tính",... khi xâm nhập vào được, sẽ làm vô hiệu hóa hay làm giảm hiệu quả hệ thống C4ISR của đối phương.
Về mặt Xã hội, chúng lại là các "thông tin" rất "gần gũi, thân thiện" với người truy cập; tác động tới mọi thành phần đối tượng, thâm nhập gây ngộ nhận, đánh lừa, tạo mơ hồ, tạo "khả năng miễn dịch", làm mất khả năng phê phán, làm mất ý thức cảnh giác người xem,...; Ở mức cao hơn, nó gây ra các hành động bức xúc, làm mất phương hướng, đánh mất niềm tin, gây nghi ngờ lẫn nhau, tạo sự tự diễn biến, sự tự thay đổi; Đối với lãnh đạo, chỉ huy đối phương, nó gây khó khăn, tạo phức tạp trong việc đề ra các quyết định đúng đắn hay đề ra quyết định chậm, các quyết định vô hại với chúng.